# گونترفورشت
گونترفورشت (به آلمانی: Günterfürst) یک منطقهٔ مسکونی در آلمان است که در ارباخ در اودنوالد واقع شده‌است. گونترفورشت ۷۳۰ نفر جمعیت دارد.